# Petre Țuțea
Petre Țuțea (IPA: [ˈpetre ˈt͡sut͡se̯a]) (Boteni, 6 ottobre 1902 – Bucarest, 3 dicembre 1991) è stato un filosofo, scrittore, politico ed economista rumeno, tradizionalista e profondamente antisemita; membro del Movimento Legionario di ispirazione violentemente razzista e ultranazionalista, fu incarcerato ai tempi della repubblica comunista e soprannominato Socrate dei rumeni.

## Biografia

### Primi anni: dal marxismo al movimento dei legionari
Petre Ţuţea nacque nel villaggio di Boteni, nella regione di Muscel (ora nel distretto di Argeş). Suo padre, Petre Bădescu, era un prete ortodosso rumeno e sua madre, Ana Ţuţea, era di origine contadina. Dopo la prima guerra mondiale, Ţuţea lasciò il suo villaggio per frequentare terminare la scuola superiore a Cluj e continuò a studiare giurisprudenza all'Università di Cluj. Dopo la laurea, conseguì il dottorato in diritto amministrativo, anche questo presso l'Università di Cluj.
Ha frequentato il corso inferiore della "Neagoe Basarab High School" a Câmpulung e il corso
scuola secondaria superiore "Gh. Bariţiu "Università di Cluj, poi la Facoltà di Giurisprudenza dell'Università di
Cluj. Osservato da Al. Vaida-Voevod, viene inviato a studiare le forme di governo a
Università Humboldt di Berlino
Petre Ţuţea si trasferì a Bucarest e nel 1932 fondò, insieme a Petre Pandrea un giornale di sinistra, Stânga ("La sinistra") che fu rapidamente chiuso dal governo. Secondo un aneddoto raccontato da Emil Cioran, Ţuţea una volta andò ai giornali e comprò il giornale sovietico Pravda, e nonostante non fosse in grado di leggere il russo, poi lo baciò, mostrando il suo apprezzamento per l'ideologia marxista. Ciononostante, più tardi nella vita, cambiò le sue opinioni politiche, partendo dal marxismo e più tardi divenne un devoto cristiano ortodosso.
Nel 1935 Ţuţea e altri quattro scrittori pubblicarono un programma nazionalista di sviluppo economico e sociale, Manifestul revoluţiei naţionale ("Manifesto per una rivoluzione nazionale"). Più o meno nello stesso periodo incontrò l'influente filosofo Nae Ionescu e scrisse per il suo famoso giornale Cuvântul insieme a Mircea Eliade, Emil Cioran, Radu Gyr, Mircea Vulcănescu, Mihail Sebastian e altri scrittori noti.
Ţuţea era un membro della società letteraria Criterion e, come molti altri membri del gruppo, divenne un simpatizzante della Guardia di Ferro, un'organizzazione di estrema destra e ultra nazionalista. Secondo varie interviste pubblicate, in quel momento Ţuţea riteneva che la democrazia non avrebbe garantito la sovranità del popolo rumeno. Notò anche che molti intellettuali rumeni avevano sostenuto i Legionari, perché "la loro posizione radicale contro l'influenza dannosa del bolscevismo russo", che egli considerava essere "controllata dagli ebrei" (giudeo-bolscevismo). Parlando della Guardia di ferro, notò che la principale differenza tra questa organizzazione ed il fascismo o il nazionalsocialismo era il suo carattere cristiano dichiarato.
Tra il 1936 e il 1939, fu direttore del Ministero del commercio e dell'industria, responsabile dell'Ufficio delle pubblicazioni economiche e della propaganda, poi, direttore dell'ufficio di ricerca presso il Ministero del commercio estero. Quando fu proclamato lo Stato Legionario Nazionale nel 1940, fu un membro della delegazione rumena a Mosca per i negoziati economici. Ritornò dopo l'abolizione dello stato del legionario nazionale (dopo il gennaio 1941).
All'inizio della guerra contro l'Unione Sovietica, chiese di essere inviato al fronte, ma la sua richiesta venne respinta. Lavorò come direttore presso il Ministero dell'economia di guerra e, dopo il 23 agosto 1944, direttore degli studi presso il Ministero dell'economia nazionale.

### Era comunista
Ţuţea fu arrestato dal regime comunista nel 1949 e fu inviato, senza processo, a "rieducazione" (eufemismo per i lavori forzati) nella prigione dello stato di Ocnele Mari. Fu rilasciato nel 1953 e, non trovando lavoro, visse con amici e parenti. Arrestato di nuovo nel 1956, fu processato per "cospirazione contro lo Stato" (accusa comune contro i rivali politici dell'epoca). Fu dichiarato colpevole e condannato a 18 anni di lavori forzati, di cui servì per 8 anni in varie prigioni, finendo nella famigerata prigione di Aiud.
Dopo il rilascio di tutti i prigionieri politici nel 1964, Petre Ţuţea divenne conosciuto come filosofo socratico, iniziando a scrivere libri e saggi (creando una forma drammatica originale, "il teatro come seminario") e produsse un manifesto filosofico, The Philosophy of Nuances (1969). A causa della censura, molto poco del suo lavoro potrebbe essere pubblicato e praticamente nulla è apparso dopo il 1972. Sotto osservazione permanente, a Ţuţea vennero confiscati molti dei suoi manoscritti da parte della polizia segreta rumena, la Securitate. Alla fine degli anni '80 iniziò a lavorare su un grande progetto incompiuto in cinque volumi, L'uomo, un trattato cristiano di antropologia.

### Dopo la rivoluzione
Dopo la rivoluzione rumena, Ţuţea fu accolto dagli intellettuali rumeni, ricevendo frequenti richieste da giornalisti e troupe televisive per interviste mentre viveva da un anno con uno studente di teologia, Radu Preda. Trascorse l'ultimo anno della sua vita in un ospizio cristiano, "Christiana" e morì a Bucarest all'età di 89 anni, prima di vedere pubblicato almeno uno dei suoi libri.
Un libro molto popolare (venduto in oltre 70 000 copie) è 322 de vorbe memorabile, una raccolta di aforismi tratti da varie interviste, ordinate alfabeticamente. In queste interviste Ţuţea adottò uno stile iperbolico e retorico e le scelte del redattore comprendevano diversi argomenti controversi, come l'ateismo , il comunismo e l'antisemitismo. Adottò generalmente un punto di vista cristiano ortodosso, essendo critico nei confronti di vari gruppi, compresi gli atei (che lui chiamava "donnole"), i comunisti (considerava il comunismo un "cancro sociale") e gli ebrei (che riteneva responsabili dell'esistenza dell'antisemitismo).

## Onorificenze e riconoscimenti
- La scuola primaria di Boteni porta il suo nome[1]

## Opere

### Saggi filosofici
- Bătrânețea e alte texte filosofice, Bucarest, Editura Viitorul Românesc, 1992.
- Reflecții religioase asupra cunoașterii, edizione curata da Ion Aurel Brumaru, Bucarest, Editura Nemira, 1992.
- Philosophia perennis, Bucarest, Editura Icar, 1992; riedizione del 1993, volume rieditato con il titolo Scrieri filosofice vol. I, Editura România Press, 2006
- Neliniști metafizice, edizione curata da Petre Anghel, Bucarest, Editura Eros, 1994.
- Filosofia nuanțelor (Eseuri. Profiluri. Corespondanță), antologia e critica di Mircea Coloșenco, testi scelti da Sergiu Coloșenco, prefazione di Sorin Pavel, Iae, Editura Timpul, 1995.
- Scrieri filosofice, vol. I, prefazione di Gavril Matei Albastru, Bucarest, Editura România Press, 2005.
- Scrieri filosofice, vol. II, con una presentazione di Ion Papuc e introduzione di Gavril Matei Albastru, Bucarest, Editura România Press, 2006.
- Fragmente, Bucarest, Editura Romania Press, 2007.

### Dialoghi
- Între Dumnezeu e neamul meu, edizione curata da Gabriel Klimowicz, introduzione di Marian Munteanu, Bucarest, Fundația Anastasia, Editura e Imprimeria „Arta Grafică”, 1992.
- 322 da vorbe memorabile ale lui Petre Țuțea, introduzione di Gabriel Liiceanu, Bucarest, Editura Humanitas, 1993; riedizioni nel 1999, 2000, 2003, 2005.
- Ultimele dialoguri cu Petre Țuțea di Gabriel Stănescu, Criterion Publishing, 2000.

### Monografie
- Mircea Eliada. Pubblicato in fascicoli nella rivista „Familia” di Oradea, tra il 2 febbraio 1990 - 9 settembre 1990; ulteriori edizioni: Oradea, Biblioteca della rivista „Familia”, 1992; edizione curata da Tudor B. Munteanu, Cluj, Editura Eikon, 2007.
- Aurel-Dragoș Munteanu, volume curato da Tudor B. Munteanu, Bucarest, Editura România Press, 2006.

### Opere di carattere economico-politico
- Manifestul revoluției naționale (co-autore), edizione curata da Marin Diaconu, Bucarest, Editura Crater, 1998.
- Ieftinirea vieții. Saggi di antropologia economica. Introduzione e testi scelti da Mircea Coloșenco. Bucarest, Editura Elion, 2000.
- Reforma națională e cooperare, introduzione e testi scelti da Mircea Coloșenco, introduzione di Mihai Șora, Bucarest, Editura Elion, 2001.
- Anarhie e dasciplina forței, introduzione e edizione di Mircea Coloșenco, Bucarest, Editura Elion, 2002.